# لقاح التهاب الكبد الوبائي أ
لقاح التهاب الكبد الوبائي نوع أ هو لقاح يمنع التهاب الكبد أ. يعتبر فعال تقريبا في 95% من الحالات ويدوم أثره على الاقل لمدة 50 عام ومن المحتمل لطول حياة الفرد. في حال اعطاءه فإنه يوصى بجرعتين كبداية بعد عمر العام. ويتم اعطاءه بالحقن في العضل.
توصي منظمة الصحة العالمية (WHO) بالتطعيم الشامل في المناطق التي يكون فيها المرض إلى حد ما منتشر. اما في المناطق التي ينتشر فيها المرض بشكل كبير، التطعيم الشامل غير موصى به وذلك لان جميع الناس بشكل عام تكون قد تطورت عندهم المناعة للعدوى عندما كانوا صغار.
يوصي مركز السيطرة على الامراض ومنعها (CDC) بتطعيم البالغين اللذين يكونون في خطر كبير وجميع الأطفال.
من النادر حدوث مضاعفات جانبية شديدة، ألم في منطقة الحقن يحدث تقريبا عند 15% من الأطفال ونصف البالغين. اغلب لقاحات التهاب الكبد أ تحتوي على فايروس غير نشيط، بينما قليل منها يحتوي على فايروس مُضَعف.
اللقاحات التي تحتوي على الفايروس الضعيف، لا يوصى بها خلال الحمل أو عند الاشخاص ذوي وظائف المناعة الضعيفة.
القليل من التحضيرات الدوائية تحتوي على خليط من لقاح التهاب الكبد أ مع لقاح التهاب الكبد ب أو لقاح التيفوئيد.
أول لقاح لمرض التهاب الكبد أ تم الموافقة عليه في أوروبا عام 1991 وفي الولايات المتحدة عام 1995. وهو على قائمة منظمة الصحة العالمية للأدوية الضرورية، ويعتبر الدواء الأكثر فعالية وأمناً الذي يحتاج له في النظام الصحي. تبلغ تكلفته في الولايات المتحدة 50-100$US